# Todor Aleksiew
Todor Nikołajew Aleksiew (bg.Тодор Алексиев) (ur. 21 kwietnia 1983 w Płowdiwie) – bułgarski siatkarz, grający na pozycji przyjmującego, reprezentant kraju. 
Po ukończonym sezonie 2022/2023 postanowił zakończyć siatkarską karierę.

## Sukcesy klubowe
Puchar Bułgarii:
- 2006, 2020, 2022[3], 2023[4]

Mistrzostwo Bułgarii:
- 2005, 2006, 2021, 2022[5]
- 2020, 2023[6]

Klubowe Mistrzostwa Świata:
- 2015

Klubowe Mistrzostwa Ameryki Południowej:
- 2017
- 2016

Mistrzostwo Argentyny:
- 2016, 2017

Puchar Ligi Greckiej:
- 2018, 2019

Puchar Challenge:
- 2018

Mistrzostwo Grecji:
- 2018, 2019

Superpuchar Bułgarii:
- 2019, 2021, 2022

## Sukcesy reprezentacyjne
Mistrzostwa Juniorów Państw Bałkańskich:
- 2003

Mistrzostwa Świata Juniorów:
- 2003

Mistrzostwa Świata:
- 2006

Puchar Świata:
- 2007

Mistrzostwa Europy:
- 2009

Memoriał Huberta Jerzego Wagnera:
- 2014

Igrzyska Europejskie:
- 2015

## Nagrody indywidualne
- 2012: Najlepszy przyjmujący i punktujący Ligi Światowej
- 2013: Najlepszy przyjmujący Mistrzostw Europy[7]
- 2015: Najlepszy przyjmujący Klubowych Mistrzostw Świata
- 2018: MVP w finale greckiej ligi w sezonie 2017/2018